# Borgaro Torinese
Borgaro Torinese (piemontesisch Borghi) ist eine Gemeinde in der italienischen Metropolitanstadt Turin (TO), Region Piemont.

## Lage und Einwohner
Borgaro Torinese liegt 12 km nördlich von Turin an der Stura di Lanzo. Das Gemeindegebiet umfasst eine Fläche von 14 km² und hat 11.719 Einwohner (Stand 31. Dezember 2023). Borgaro hat einen Bahnhof an der Bahnstrecke Turin-Ceres. Zur Gemeinde zählt auch die Fraktion (Frazioni) Villaretto.
Die Nachbargemeinden sind Caselle Torinese, Venaria Reale, Settimo Torinese und Turin.

## Geschichte

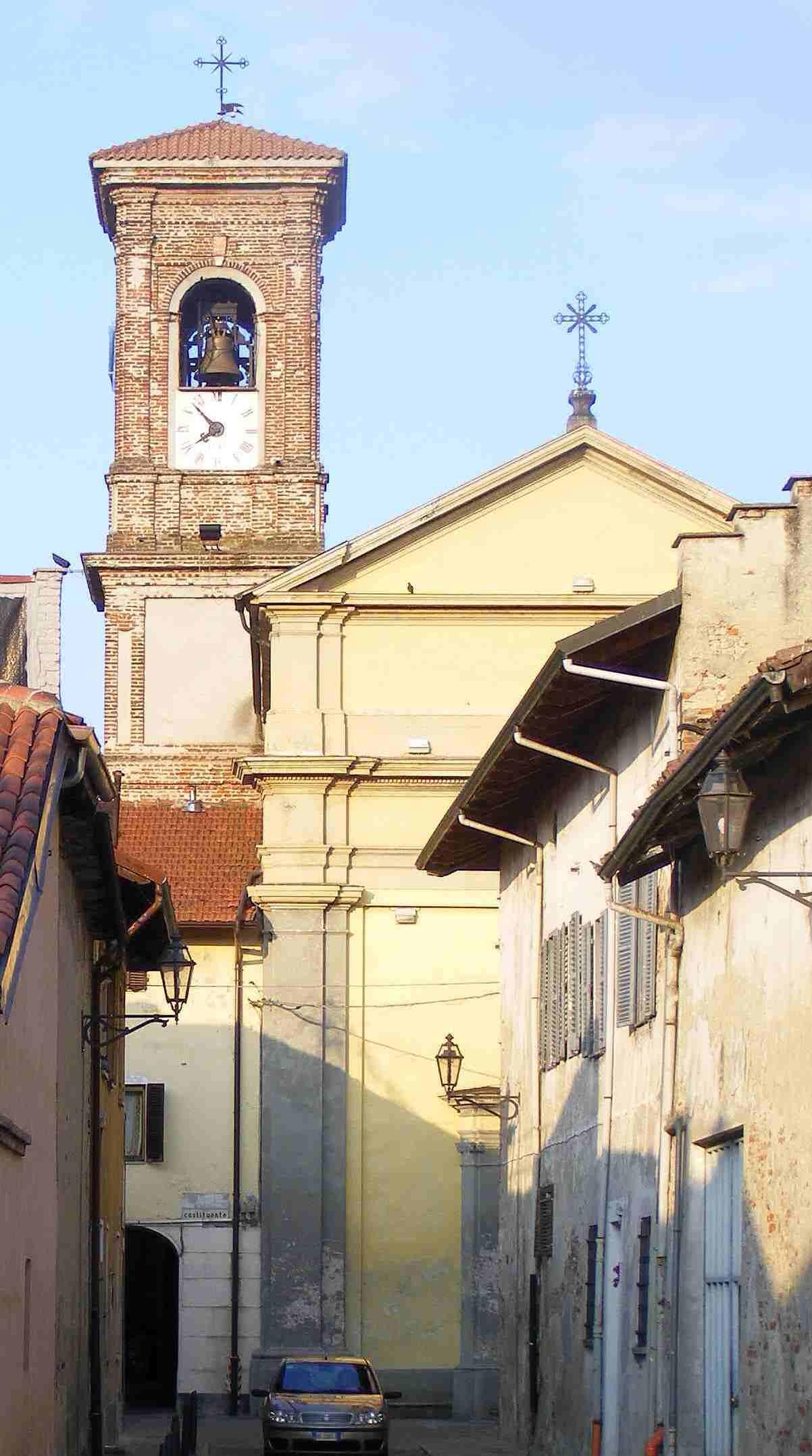
Die Pfarrkirche Maria Vergine

Der Ortsname ist ab 1072 mit den Formen „Bulgarus“ und „Burgarus“ bezeugt, es ist die Verkleinerungsformen des lateinischen Burgus, was „befestigter Ort“ oder „Wachturm“ bedeutet. Borgaro wurde in der Römerzeit erbaut und diente lange Zeit als Verteidigungsgarnison des nahegelegenen Augusta Taurinorium (Turin). 
Im Mittelalter gelangte es in den Besitz der Herzöge von Turin und damit mehrerer einheimischer Familien, darunter der Marchisio und der Vaschi. Von letzterem wurde es an die Borghesi, eine bedeutende Turiner Familie, verkauft. Im 11. Jahrhundert wurde es zur Gemeinde und erhielt 1395 eine eigene Satzung. Es wurde durch die wiederholten Invasionen ausländischer Armeen, die mit dem Herzogtum Savoyen kämpften, auf die Probe gestellt. Im Jahr 1630 wurde es von der Pest heimgesucht, die zu einem starken Bevölkerungsrückgang führte. Sechzig Jahre später, als Piemont in den Krieg gegen das Frankreich Ludwigs eintrat. Die amtierenden Feudalherren, die Biragos, lombardischer Herkunft, die beim Marquis Druent, dem Eigentümer aller umliegenden Ländereien, nicht sehr beliebt waren, wurden sogar in dessen Testament erwähnt. Es schrieb vor, dass sein Universalerbe nur dann über sein gesamtes Vermögen verfügen konnte, wenn er dies getan hätte habe nie etwas an die Biragos verkauft. In der zweiten Hälfte des 18. Jahrhunderts bat Renato Birago Carlo Emanuele III., diese Bedingungen aufzuheben, und nach ihrer Beseitigung wurde die gesamte Siedlung Teil der Birago-Herrschaft. Im Jahr 1713 kam das Dorf Altessano hinzu.

## Sehenswürdigkeiten
- Der Palast Birago di Borgaro, der im 18. Jahrhundert nach einem Entwurf des Grafen Ignazio Renato erbaut wurde. Nach einem Entwurf von Viana umgebaut, ging es 1861 an den Anwalt Giani, der es an die Kongregation der Barmherzigen Schwestern von Santa Giovanna Thouret verkaufte.
- Aus der gleichen Zeit stammt die Pfarrkirche, in deren Inneren sich eine wichtige Reliquie von San Benedetto befindet.
- Das Santa Cristina gewidmete Schloss, das im 17. Jahrhundert auf Befehl des Grafen François Havard de Sénantes erbaut wurde.